# Quo Vadis
Quo Vadis er en italiensk stumfilm fra 1924 instrueret af Gabriellino D’Annunzio og Georg Jacoby.

## Medvirkende
- Emil Jannings som Nero
- Elena Sangro som Poppea
- Lillian Hall-Davis som Licia
- Rina De Liguoro som Eunice
- Andrea Habay som Petronius
- Raimondo Van Riel som Tigellinus
- Gildo Bocci som Vittelius
- Gino Viotti som Chilon Chilonides